# Ying Yang Twins
Ying Yang Twins es un dúo de crunk originario de Atlanta (Georgia) formado por Kaine (Eric Jackson, 16 de diciembre de 1978) y D-Roc (D'Angelo Holmes, 13 de febrero de 1979). Durante toda su carrera se han proclamado los "reyes del movimiento Twerk", de lo que trata la mayoría de sus canciones.

## Biografía

### Comienzos
Crecieron en el este de Atlanta, un área conocido por la violencia y la pobreza. A pesar de la peligrosidad de su barrio, D-Roc y Kaine, quienes han estado trabajando juntos durante seis años, encontraron salida a sus problemas gracias a la música, más en concreto al Crunk. Debutaron en el "Dead Crunk LP", una compilación de DJ Smurf. Tras esto, los dos pensaron en comenzar sus carreras en solitario, pero DJ Smurf los convenció de que siguieran juntos.

### Carrera musical
En 2000 grabaron su primer disco Thug Walkin. El cual obtuvo algunos honores en listas de Rap o R&B.
Ya en 2002 publicaron su segundo álbum Alley: Return of the Ying Yang Twins. A finales de ese año colaboraron en el gran éxito Get Low de Lil' Jon & The Eastside Boyz lo que les permitió firmar un contrato con TVT Records. Tras ese contrato salió a la luz Me & My Brother su disco más exitoso en el que se incluye su mayor éxito hasta la fecha Salt Shaker con Lil' Jon.
Un año después figuraron como artistas invitados en "(I Got That) Boom Boom", una de las principales canciones del cuarto álbum de estudio de la cantante estadounidense Britney Spears, In the Zone. En el mismo año sacarían un álbum remix que se llamó My Brother & Me, compuesto de un CD y un DVD. U.S.A. (United States Of Atlanta) será su siguiente disco sacado en 2005, y para entonces su imagen cambió radicalmente ya que D-Roc se peló dejando el pelo muy corto y se afeito la barba, mientras que Kaine se dejó una perilla más larga teñida de una forma de rubio y acabó dejándose rastas. Lo que significa que dejaron de lado su imagen de parecer gemelos, para irse a un estilo personal para cada uno. Ese mismo año aparecería un álbum remix del anterior llamado U.S.A. (Still United).

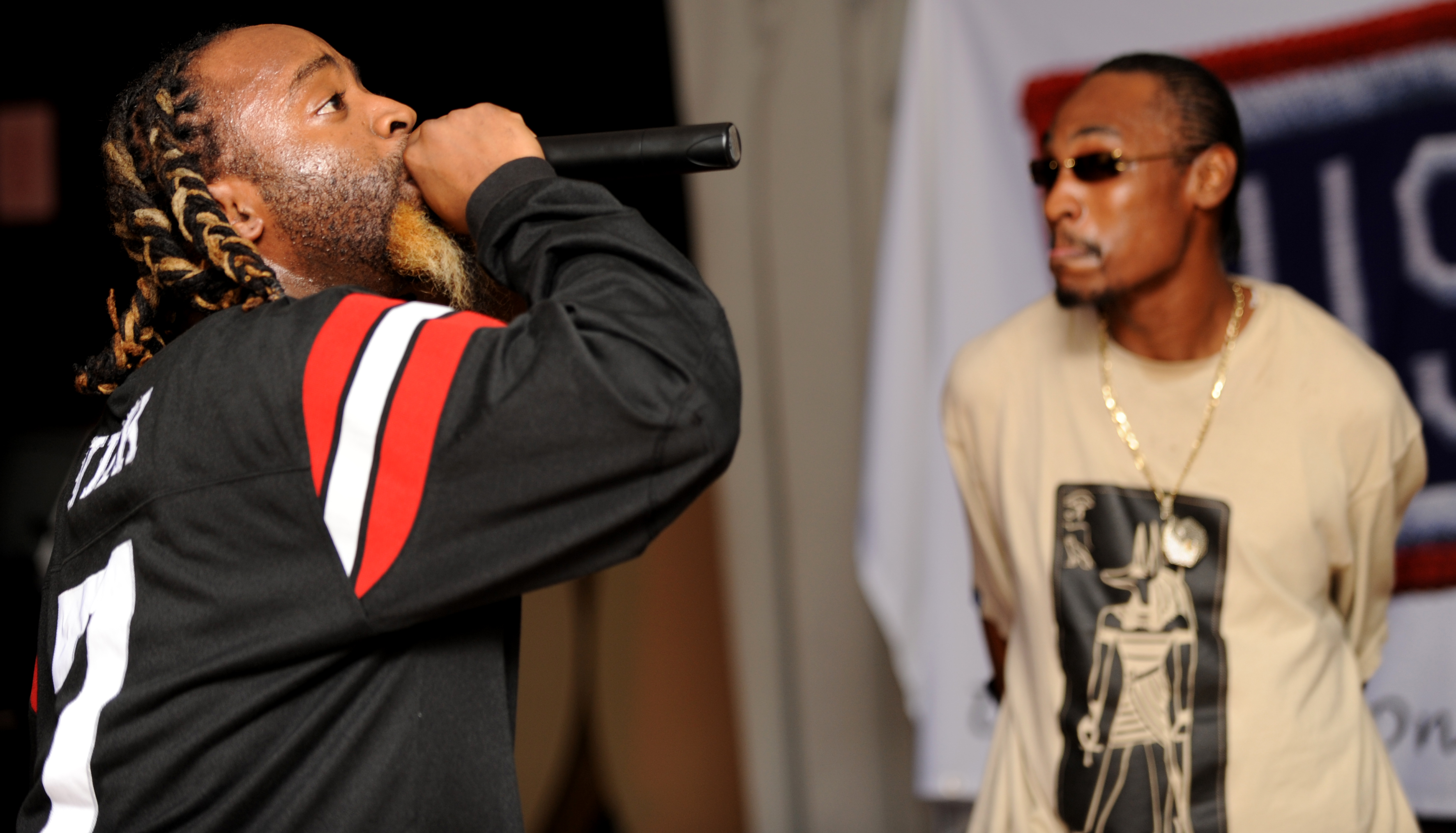
Ying Yang en el escenario en 2008.

Ya por finales de año salió una versión con DVD del U.S.A. (United States Of Atlanta). En 2006 aparecería Chemically Imbalanced trabajo producido en su mayoría por Mr. Collipark. A principios de 2008 sacaron un Mixtape llamado "The Official Work". El 25 de noviembre dejan TVT Records y ColliPark Music para irse a Deep Records.
En navidades de ese año sacaron un LP de cuatro canciones de la Navidad. Están preparando nuevo disco que saldrá un 2009. A mediados de año sacaron un sencillo llamado Drop que no aparece en ninguno de sus disco. Se desconoce por qué se le añadido una g al final de yin, ya que se ve que su nombre está inspirado en la filosofía del Yin y yang.

En 2012 anunciaron que ahora forman parte de Epic Records. Pese a su nuevo acuerdo con la productora no se ha anunciado el lanzamiento de un nuevo álbum.

## Discografía[8]

### Álbumes
| Año  | Título | Posición | Posición | Posición | Posición | Posición | RIAA certificación |
| Año  | Título | US       | US R&B   | US Rap   | US Heat  | US Ind   | RIAA certificación |
| ---- | --- | -------- | -------- | -------- | -------- | -------- | ------------------ |
| 2000 | Thug Walkin' - Lanzado: 25 de abril de 2000 - Productora: ColliPark/Universal - Formato: CD, casete               | —        | 54       | -        | 15       | —        | —                  |
| 2002 | Alley: The Return of the Ying Yang Twins - Lanzado: 26 de marzo de 2002 - Productora: Koch - Formato: CD          | 58       | 8        | -        | —        | 2        | —                  |
| 2003 | Me & My Brother - Lanzado: 16 de septiembre de 2006 - Productora: TVT - Formato: CD, casete, LP, descarga digital | 11       | 4        | -        | —        | 1        | Platino            |
| 2005 | U.S.A. (United State of Atlanta) - Lanzado: 28 de junio de 2004 - Productora: TVT - Formato: CD, descarga digital | 2        | 1        | 1        | —        | 1        | Platino            |
| 2006 | Chemically Imbalanced - Lanzado: 28 de noviembre de 2006 - Productora: TVT - Formato: CD, descarga digital        | 40       | 8        | 6        | —        | 1        | —                  |
| 2009 | Ying Yang Forever - Lanzado: 1 de septiembre de 2009 - Productora: Deep - Formato: CD, descarga digital           | —        | —        | —        | —        | —        | —                  |

### Remixes
| Año  | Título                                                                                                   | Posición | Posición | Posición | Posición | Posición | RIAA certificación |
| Año  | Título                                                                                                   | US       | US R&B   | US Rap   | US Heat  | US Ind   | RIAA certificación |
| ---- | --- | -------- | -------- | -------- | -------- | -------- | ------------------ |
| 2004 | My Brother & Me - Lanzado: 2 de noviembre de 2004 - Productora: TVT - Formato: CD, descarga digital      | 12       | 6        | 4        | —        | 1        | —                  |
| 2006 | U.S.A. Still United - Lanzado: 27 de diciembre de 2005 - Productora: TVT - Formato: CD, descarga digital | 45       | 16       | 8        | —        | 1        | —                  |

### Recopilaciones[12]

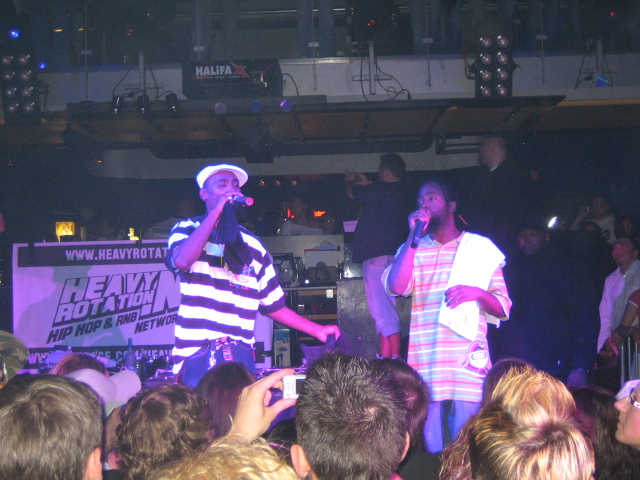
Ying Yang durante un concierto en Alemania, el 6 de mayo del 2007.

- Legendary: Ying Yang Twins Greatest Hits (2009)
- Gumbo Vol. 1 (2010)
- Gumbo Vol. 2 (2010)

### Mixtapes
| Título            | Detalles del álbum                                                                     | Posición | Posición | Posición |
| Título            | Detalles del álbum                                                                     | US Ind.  | US R&B   | US Rap   |
| ----------------- | -------------------------------------------------------------------------------------- | -------- | -------- | -------- |
| The Official Work | - Lanzado: 26 de agosto del 2008 - Productora: BCD - Formato: CD, descarga digital     | 49       | 39       | 19       |
| Ass in session    | - Lanzado: 12 de julio del 2013 - Productora: Deep Records - Formato: descarga digital | -        | -        | -        |

## Sencillos
| Año  | Título                                         | Posiciones | Posiciones | Posiciones | Posiciones | Álbum                                          |
| Año  | Título                                         | US 100     | US R&B     | US Rap     | UK Singles | Álbum                                          |
| ---- | ---------------------------------------------- | ---------- | ---------- | ---------- | ---------- | ---------------------------------------------- |
| 2000 | "Whistle While You Twurk"                      | 24         | 16         | 1          | -          | Thug Walkin'                                   |
| 2000 | "Ying Yang in This Thang" (featuring Hoodratz) | —          | 107        | —          | —          | Thug Walkin'                                   |
| 2002 | "Say I Yi Yi"                                  | 36         | 2          | 2          | -          | Alley... Return of the Ying Yang Twins         |
| 2002 | "By Myself"                                    | —          | 40         | 25         | -          | Alley: Return of the Ying Yang Twins           |
| 2003 | "Naggin'"                                      | 87         | 3          | 2          | -          | Me & My Brother                                |
| 2004 | "Salt Shaker" (featuring Lil' Jon)             | 9          | 2          | 2          | -          | Me & My Brother                                |
| 2004 | "Whats Happnin!" (featuring Trick Daddy)       | 30         | 9          | 24         | -          | Me & My Brother                                |
| 2004 | "Take Ya Clothes Off" (featuring Bone Crusher) | -          | -          | -          | -          | My Brother & Me                                |
| 2004 | "Halftime" (featuring Homebwoi)                | -          | -          | -          | -          | My Brother & Me                                |
| 2005 | "In Da Club" (featuring Yonnie)                | -          | -          | -          | -          | My Brother & Me                                |
| 2005 | "Wait (The Whisper Song)"                      | 15         | 3          | 2          | 47         | U.S.A. (United State of Atlanta)               |
| 2005 | "Badd" (featuring Mike Jones & Mr. Collipark)  | 29         | 6          | 6          | -          | U.S.A. (United State of Atlanta)               |
| 2005 | "Shake" (featuring Pitbull)                    | 41         | 37         | 12         | 49         | U.S.A. (United State of Atlanta)               |
| 2005 | "Bedroom Boom" (featuring Avant)               | -          | 50         | -          | -          | U.S.A. (United State of Atlanta): Still United |
| 2006 | "Dangerous" (featuring Wyclef Jean)            | 85         | 84         | -          | -          | Chemically Imbalanced                          |
| 2006 | "Jigglin'"                                     | -          | -          | -          | -          | Chemically Imbalanced                          |
| 2006 | "1st Booty on Duty"                            | -          | -          | -          | -          | Chemically Imbalanced                          |
| 2008 | "Drop"                                         | -          | -          | -          | -          | Promo Single                                   |
| 2009 | "Centipede" (featuring Lil' Jon)               | -          | -          | -          | -          | Ying Yang Forever                              |
| 2010 | "Da Bubble Butt"                               | —          | —          | —          | —          | TBA                                            |
| 2012 | "First Pump, Jump Jump"                        | —          | —          | —          | —          | All Around the World                           |
| 2012 | "2 Piece"                                      | —          | —          | —          | —          | All Around the World                           |

### Colaboraciones
| Año  | Título                                                                      | Posiciones | Posiciones | Posiciones | Posiciones | Álbum          |
| Año  | Título                                                                      | US 100     | US R&B     | US Rap     | UK Singles | Álbum          |
| ---- | --------------------------------------------------------------------------- | ---------- | ---------- | ---------- | ---------- | -------------- |
| 2003 | "(I Got That) Boom Boom" (Britney Spears featuring Ying Yang Twins)         | —          |            | —          | —          | In the Zone    |
| 2003 | "Twurkulator Part II" (DJ Kizzy Rock featuring B.G., Ying Yang Twins & Gar) | —          | 106        | —          | —          | Desconocido    |
| 2003 | "Get Low" (Lil' Jon & The Eastside Boyz featuring Ying Yang Twins)          | 2          | 2          | 1          | —          | Kings Of Crunk |
| 2004 | "Row da Boat" (Don Yute featuring Ying Yang Twins)                          | —          | 94         | —          | —          | Desconocido    |
| 2006 | "Ms. New Booty" (Bubba Sparxxx featuring Ying Yang Twins & Mr. Collipark)   | 7          | 7          | 5          | -          | The Charm      |
| 2006 | "Git It" (Bun B featuring Ying Yang Twins)                                  | 101        | 109        | 22         | -          | Trill          |
| 2011 | "All the Way" (Benny Benassi featuring Ying Yang Twins)                     | -          | -          | -          | -          | Electroman     |

### Apariciones estelares
- 2002: "Drop A Little Lower" (Baby D featuring Ying Yang Twins)[16]
- 2003: "(I Got That) Boom Boom" (Britney Spears featuring Ying Yang Twins)
- 2003: "Shawty Thick" (Ice Mone featuring Ying Yang Twins)[17]
- 2004: "Slow Motion (Remix)" (Juvenile featuring Wyclef Jean & Ying Yang Twins)[18]
- 2004: "Down wit da South" (Trick Daddy featuring Trina, Ying Yang Twins & Deuce Komradz)[19]
- 2004: "Stick Dat Thang Out (Skeezer)" (Lil Jon featuring Pharrell & Ying Yang Twins)[20]
- 2004: "(I Got That) Boom Boom" (Collipark Remix) (Britney Spears featuring Ying Yang Twins)
- 2006: "Money Machine" (Nashawn featuring Nas, Jungle & Ying Yang Twins)[21]
- 2008: "Sweep Da Flo" (Unk featuring Ying Yang Twins)[22]
- 2010: "Ride Da D" (Lil Jon featuring Ying Yang Twins)[23]
- 2013: "How We Party" (Tex James featuring Ying Yang Twins)
- 2013: "Smart Girl" (Remix) (Tex James featuring B.o.B, Stuey Rock & Ying Yang Twins)
- 2014: "Thirsty" (Pastor Troy featuring La Chat & Ying Yang Twins)[24]

## Filmografía

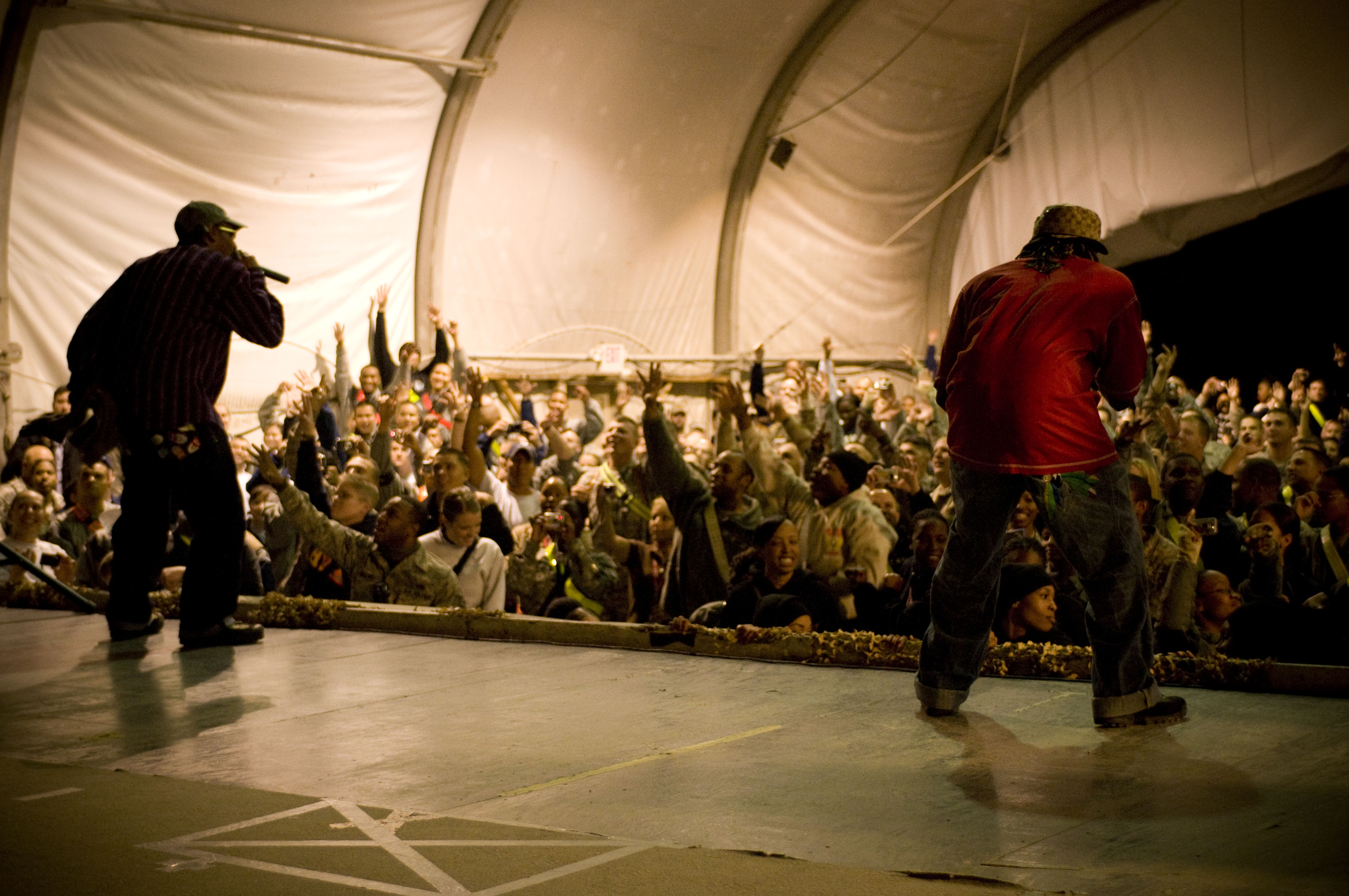
Ying Yang cantando a las tropas estadounidenses.

- Soul Plane (2004) - como ellos mismos[25]